# Nathan Chen
Nathan Chen (født 5. maj 1999) er en amerikansk kunstskøjteløber. Han er olympisk mester (2022), tredobbelt verdensmester (2018, 2019 og 2021), tredobbelt grand prix finale vinder og var med til at vinde olympisk sølv for amerikanerne i holdkonkurrencen i Beijing i Kina i 2022 og olympisk bronze for amerikanerne i holdkonkurrencen i PyeongChang i Sydkorea i 2018.